# ۵۲۲۴۶ دونالد جانسون

مدار سبز رنگ، مدار سیارک ۵۲۲۴۶ دونالد جانسون را نشان میدهد.

۵۲۲۴۶ دونالد جانسون (انگلیسی: 52246 Donaldjohanson) با نام موقت «1981 EQ5»، یک سیارک کربنی از خانواده سیارکی اریگون از مناطق داخلی کمربند سیارک‌ها است که قطر آن تقریباً ۴ کیلومتر (۲٫۵ مایل) است. این سیارک در ۲ مارس ۱۹۸۱ توسط اخترشناس آمریکایی شلت باس در رصدخانه سایدینگ اسپرینگ در استرالیا کشف شد. سیارک نوع C هدف مأموریت لوسی است و به درستی بنام دونالد جانسون دیرینه‌شناس آمریکایی نامگذاری شده‌است.

## مدار و گروه‌بندی
دونالد جوحانسون یکی از اعضای خانواده اریگان،
یک خانوادهٔ بزرگ سیارک‌های کربن‌دار با نزدیک به ۲۰۰۰ عضو شناخته‌شده‌است، که به نام جسم مادر، اریگان ۱۶۳ نامگذاری شده‌است. این خانواده نسبتاً قدیمی است که تقریباً ۱۳۰ میلیون سال پیش ایجاد شد.
این سیاره هر ۳ سال و ۸ ماه یکبار در کمربند سیارک‌های داخلی با فاصلهٔ ۱٫۹ تا ۲٫۸ واحد نجومی (۱۳۴۵ روز زمینی؛ محور نیمه اصلی ۲٫۳۸ یکای نجومی) به دور خورشید می‌چرخد. مدار آن دارای گریز از مرکز ۰٫۱۹ و شیب ۴ درجه نسبت به دایرةالبروج است.
نخستین پیش‌یابی کشف رصدخانه‌ای در فوریهٔ ۱۹۸۱ انجام شده‌بود و این قوس مشاهده‌ای جرم را به ۲ هفته پیش از ردیابی کشف رسمی گسترش داد.